# Furna do Moinho
A Furna do Moinho é uma gruta portuguesa localizada na freguesia da Luz, concelho de Santa Cruz da Graciosa, ilha Graciosa, arquipélago dos Açores.
Esta cavidade apresenta uma geomorfologia de origem vulcânica em forma de tubo de lava localizado em campo de lava. Apresenta um comprimento de 33 m por uma largura máxima de 10,5 m por uma altura também máxima de 1,8 m.
A entrada nesta gruta é feita por uma única e pequena abertura dando acesso a este tubo lávico em forma de L, que encontra-se em bom estado de conservação.
Não se encontram referências bibliográficas antigas relativamente a esta cavidade tendo sido explorada e mencionada pela primeira vez em 1993, numa missão espeleológica feita pelos “Os Montanheiros” à ilha Graciosa.

## Fauna e flora
Na zona de entrada e no interior da gruta são observáveis as seguintes espécies:
Espécies de flora
- Asplenium hemionitis
- Briza maxima
- Erigeron karvinskianus
- Malva multiflora
- Selaginella kraussiana
- Tradescantia fluminensis

Espécie de artrópode
- Polydesmus coriaceus